# Bernard Joseph McLaughlin

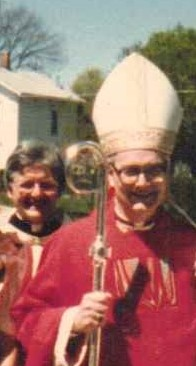
Bernard Joseph McLaughlin

Bernard Joseph McLaughlin (* 19. November 1912 in Buffalo, New York; † 5. Januar 2015 in Kenmore, New York) war Weihbischof in Buffalo.

## Leben
Bernard McLaughlin trat 1925 in das neu gegründete Priesterseminar in Buffalo ein. Nach einem Studium am Päpstlichen Collegium Urbanum in Rom empfing er am 21. Dezember 1935 in der Lateranbasilika die Priesterweihe. 1936 kehrte er in das Bistum Buffalo zurück. Nach Seelsorgetätigkeit an der St. Joseph-Kathedrale in Buffalo trat er 1942 in den Dienst des Ordinariats ein und wurde Sekretär des Diözesangerichts. 1946 wurde er Assistent des Kanzlers, später Vizekanzler und am 16. Dezember 1953 zum Cancellarius Curiae. Zudem engagierte er sich als Seelsorger in den Pfarreien Coronation of the Blessed Virgin Mary in Buffalo, Blessed Sacrament in Kenmore und St. John the Baptist in Kenmore.
Am 6. April 1950 verlieh ihm Papst Pius XII. den Ehrentitel Überzähliger Kammerherr Seiner Heiligkeit (Monsignore). Papst Paul VI. verlieh ihm am 4. Dezember 1967 den Titel Apostolischer Protonotar. Am 14. September 1968 wurde er in der New Yorker St. Patrick’s Cathedral durch Großprior Terence Cooke, Erzbischof von New York, in den Ritterorden vom Heiligen Grab zu Jerusalem investiert.
Im Bistum Buffalo wurde er Mitglied der Diözesanconsulta und Generalvikar sowie Anwalt am Diözesangericht und Sekretär der Diözesansynode. Am Diocesan Labor Management College wurde er Professor für Arbeitsethik. McLaughlin war Kaplan der Katholischen Blindenarbeit.
Am 28. Dezember 1968 ernannte ihn Papst Paul VI. zum Titularbischof von Motula und zum Weihbischof im Bistum Buffalo. Die Bischofsweihe spendete ihm Papst Paul VI. persönlich am 6. Januar 1969 im Petersdom; Mitkonsekratoren waren die Kurienerzbischöfe Sergio Pignedoli und Ernesto Civardi.
1988 wurde seinem Rücktrittsgesuch durch Papst Johannes Paul II. stattgegeben.
Als emeritierter Weihbischof war er weiterhin bei Firmungen in seiner Diözese tätig und übernahm repräsentative Aufgaben.  Anfang 2015 verstarb er im Alter von 102 Jahren.